# Альмагро, Диего де
Дие́го де Альма́гро (исп. Diego de Almagro; ок. 1475, Альмагро, Испания — 8 июля 1538, Куско, Новый Толедо) — испанский конкистадор с титулом аделантадо. Он участвовал в завоевании Перу и официально считается первооткрывателем Чили. Он также был первым европейцем, который достиг нынешней территории Боливии.

## Биография
Происхождение Диего де Альмагро остается неясным, он получил фамилию по названию местечка, рядом с которым его нашли в 1475 году. 
Считался незаконнорожденным сыном Хуана де Монтенегро и Эльвиры Гутьеррес. Чтобы сохранить честь матери, её родственники вывезли новорожденного Диего в соседний город. Когда ему исполнилось 4 года, он вернулся в Альмагро, и находился под опекой своего дяди по имени Эрнан Гутьеррес, до 15-летия, однако впоследствии он убежал из дома из-за жесткости Эрнана. После неудачной попытки возвращения к своей матери, Диего отправился в Севилью где стал слугой мэра города — дона Луиса де Поланко. Однако впоследствии, из-за обвинений в причинении телесных повреждений другому слуге, Диего был вынужден отправиться в путь.

### Переезд в Америку
Альмагро прибыл в Новый Свет 30 июня 1514 года в составе экспедиции, которую возглавлял Педрариас Давила. Экспедиция прибыла в город Санта-Мария-ла-Антигуа-дель-Дариен, где было много других будущих завоевателей, включая Франсиско Писарро.
Свою первую самостоятельную кампанию он начал 30 ноября 1515 года, когда он покинул Дариен, с отрядом численностью 260 человек, чтобы основать город Акла, но ему пришлось прервать эту кампанию, по причине болезни и вынужденного возвращения в Дариену, его поход завершил Гаспар де Эспиноса.
Примерно в 1515 у него родился сын Диего де Альмагро, матерью которого была местная жительница из числа коренного индейского населения Ана Мартинес.

### Открытие Перу

#### Первая экспедиция, 1524—1525 годы
Согласно докладу Хуана де Самано, секретаря испанского короля Карла V, впервые название Перу упоминается в 1525 году в связи с завершением первой Южной экспедиции Франсиско Писарро, Альмагро и Эрнандо де Луке. Экспедиция вышла из Панамы 14 ноября 1524 года, но вынуждена была вернуться в 1525 году, тогда же Альмагро лишился глаза.

#### Другие экспедиции
После этого Альмагро несколько раз возвращался в Панаму за подкреплениями и припасами. После нескольких экспедиций отряд Писарро и Альмагро в 1531 году достиг владений инков. Вскоре империя инков была захвачена конкистадорами. На долю людей Альмагро пришлась крупная сумма из «Выкупа Атауальпы».

### Губернатор Нового Толедо
В 1534 году король Испании разделил завоёванные территории на два губернаторства — Новую Кастилию (на территории нынешнего Перу, между 1-й и 14-й параллелями), губернатором которой стал Писарро, и Новое Толедо (нынешнее Чили, между 14-й и 25-й параллелями), отданный Альмагро. Большую часть территорий, доставшихся Альмагро в управление, ещё предстояло исследовать и завоевать. С этой целью 3 июля 1535 года он отправился из Куско на юг. Однако там новый губернатор не нашёл золота, при этом столкнувшись с упорным сопротивлением местных индейцев. Дойдя до 30 градуса южной широты, Альмагро в сентябре 1536 года был вынужден повернуть обратно.

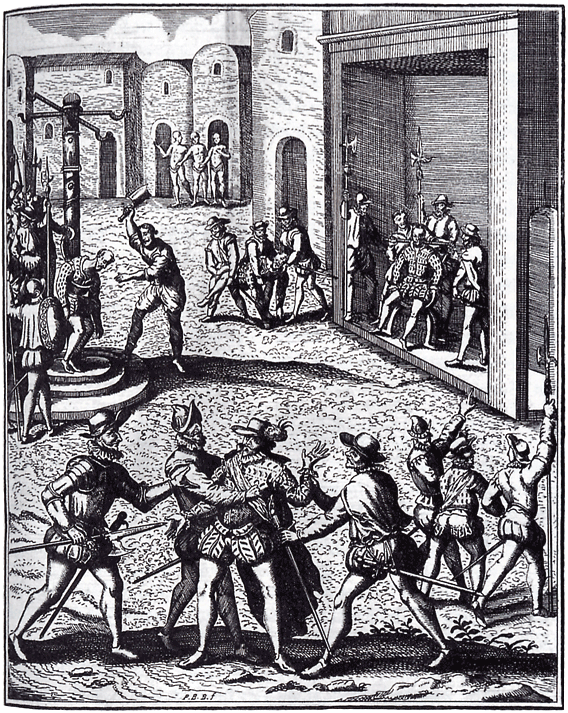
Захват, суд и казнь Диего де Альмагро 8 июля 1538 года (похоже, перед отрубанием головы его придушили гарротой)

### Восстание инков и мятеж Альмагро
Когда в 1537 году Альмагро вернулся, в Перу шло антииспанское восстание, которое возглавил последний император инков Манко Инка Юпанки. Воспользовавшись тяжёлой для Писарро ситуацией, Альмагро захватил Куско и нанёс поражение армии, которую возглавляли братья Писарро, Эрнандо и Гонсало; братья Писарро были захвачены в плен, а Альмагро 8 апреля 1537 года провозгласил себя новым губернатором Перу. 12 июля он разгромил армию Алонсо де Альварадо, которая прибыла, чтобы освободить братьев Писарро из плена. Гонсало Писарро и Алонсо де Альварадо удалось бежать из плена Альмагро. Писарро начал переговоры с Альмагро, стремясь оттянуть время; в конце концов ему удалось уговорить Альмагро отпустить Эрнандо и отправить в Испанию по несколько офицеров с обеих сторон для окончательного улаживания конфликта. Но после освобождения своего брата Писарро нарушил перемирие и продолжил войну с Альмагро, положение которого стало ещё затруднительнее из-за начавшейся у него болезни; 26 апреля 1538 года у Куско произошло решающее сражение, в котором победил Писарро. Альмагро попал в плен, был приговорён к смерти и 8 июля обезглавлен.

## Факты
Есть версия, что название местности, а затем и города Арекипа в 1537 году дал Альмагро, спросив у местных индейцев: «Как зовётся этот край?». Туземцы, полагая, что чужеземец спрашивает разрешения сесть, ответили: «Арекипа» («Садитесь»).